# Fernando Lorenzo

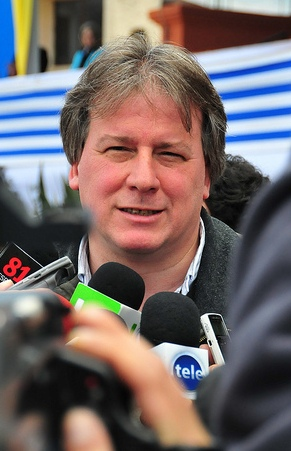
Fernando Lorenzo (2010)

Fernando Lorenzo Estefan (* 31. Januar 1960 in Montevideo) ist ein uruguayischer Politiker und Wirtschaftswissenschaftler.

## Ausbildung
Lorenzo schloss zunächst 1984 ein Studium an der wirtschaftswissenschaftlichen Fakultät der Universidad de la República erfolgreich ab. Abschließend vertiefte er sein Studium ein Jahr lang in Paris, wo er das Diplome d'Etudes Approfondies erwarb.
Von 1991 bis 1997 promovierte er sodann an der Universität Carlos III in Madrid.

## Politische Laufbahn
Lorenzo leitete seit dem 1. März 2010 als Nachfolger Álvaro Garcías das uruguayische Ministerium für Wirtschaft und Finanzen. Er trat am 21. Dezember 2013 von seinem Amt zurück.